# Cyathea
Cyathea é um gênero de samambaias arbóreas, o gênero típico da ordem de samambaias Cyatheales.
O nome do gênero Cyathea é derivado do grego kyatheion, que significa "pequeno copo", e refere-se aos soros em forma de xícara na parte inferior das folhas.

## Descrição
As espécies de Cyathea são principalmente samambaias terrestres, geralmente com um único caule alto. Raramente, o tronco pode ser ramificado ou rasteiro. Muitas espécies também desenvolvem uma massa fibrosa de raízes na base do tronco.
O gênero tem distribuição pantropical, com mais de 470 espécies. Eles crescem em habitats que variam de florestas tropicais a florestas temperadas.

## Classificação
Conant et al. em 1996, concluiu sobre o cpDNA molecular e evidências morfológicas de que um sistema de três clados - Alsophila, Cyathea e Sphaeropteris era o reflexo mais preciso das linhagens evolutivas dentro das Cyatheaceae, sendo Alsophila o mais basal e grupos irmãos derivados de Cyathea e Sphaeropteris. Na classificação Pteridophyte Phylogeny Group de 2016 (PPG I), estes são aceitos como gêneros separados, Alsophila, Cyathea e Sphaeropteris.  Cnemidaria Presl, 1836 é um sinônimo júnior ou subconjunto redundante.

### Espécies
Desde julho de 2021 a World Ferns (Versão 12.3) aceutou as seguintes espécies:
- Cyathea abbreviata I.Fernald
- Cyathea abrapatriciana Lehnert & A.Tejedor
- Cyathea acantha (Sehnem) Lehnert
- Cyathea acutidens (Christ) Domin
- Cyathea aemula Lehnert
- Cyathea affinis (G.Forst.) Sw.
- Cyathea akawaiorum P.J.Edwards
- Cyathea alata (E.Fourn.) Copel.
- Cyathea alatissima (Stolze) Lehnert
- Cyathea alfonsiana L.D.Gómez
- Cyathea alsophiloides S.Maciel & Lehnert
- Cyathea alstonii R.M.Tryon
- Cyathea amabilis (C.V.Morton) Lehnert
- Cyathea andaquiensis Lehnert, F.Giraldo & W.Rodríguez
- Cyathea andicola Domin
- Cyathea andina (H.Karst.) Domin
- Cyathea angelica A.Tejedor & G.Calat.
- Cyathea antioquensis A.Rojas
- Cyathea arborea (L.) Sm.
- Cyathea aristata Domin
- Cyathea armata (Sw.) Domin
- Cyathea arnecornelii Lehnert
- Cyathea ars Lehnert
- Cyathea aspera (L.) Sw.
- Cyathea asplenioides (A.C.Sm.) Christenh.
- Cyathea assurgens R.M.Tryon
- Cyathea atahuallpa (R.M.Tryon) Lellinger
- Cyathea aterrima (Hook.) Domin
- Cyathea atrocastanea Labiak & F.B.Matos
- Cyathea atrovirens (Langsd. & Fisch.) Domin
- Cyathea aurea Klotzsch
- Cyathea austroamericana Domin
- Cyathea austropallescens Lehnert
- Cyathea axillaris (Raddi) Lellinger
- Cyathea azuayensis Sodiro
- Cyathea barringtonii A.R.Sm. ex Lellinger
- Cyathea bella (Rchb.fil. ex Mett.) Domin
- Cyathea bettinae Lehnert
- Cyathea bicrenata Liebm.
- Cyathea biliranensis Copel.
- Cyathea bipinnata (R.M.Tryon) R.C.Moran
- Cyathea bipinnatifida (Baker) Domin
- Cyathea boconensis H.Karst.
- Cyathea borinquena (Maxon) Domin
- Cyathea boryana (Kuhn) Domin
- Cyathea bradei (P.G.Windisch) Lellinger
- Cyathea brucei Lehnert
- Cyathea brunnescens (Barrington) R.C.Moran
- Cyathea calamitatis Lehnert
- Cyathea callejasii Lehnert, F.Giraldo & A.Tejedor
- Cyathea caracasana (Klotzsch) Domin
- Cyathea cardenasii Lehnert, F.Giraldo & W.Rodríguez
- Cyathea carolihenrici Lehnert
- Cyathea carolinae A.Tejedor & G.Calat.
- Cyathea catacampta Alston
- Cyathea catenata Lehnert, F.Giraldo & W.Rodríguez
- Cyathea cervantesiana A.Rojas
- Cyathea chimaera Lehnert & A.Tejedor
- Cyathea chimborazensis (Hook.) Hieron.
- Cyathea chiricana (Maxon) Domin
- Cyathea chocoensis (Stolze) Lehnert
- Cyathea chontilla Lehnert
- Cyathea choricarpa (Maxon) Domin
- Cyathea cicatricosa Holttum
- Cyathea cisandina A.Tejedor & G.Calat.
- Cyathea clandestina Lehnert, F.Giraldo & A.Tejedor
- Cyathea cnemidaria Lehnert
- Cyathea cocleana (Stolze) Lehnert
- Cyathea coloradoana Lehnert, F.Giraldo & W.Rodríguez
- Cyathea concinna (Baker) Jenman
- Cyathea concordia B.León & R.C.Moran
- Cyathea conformis (R.M.Tryon) Stolze
- Cyathea conjugata (Spruce ex Hook.) Domin
- Cyathea conquisita Jenman
- Cyathea consimilis (Stolze) Lehnert
- Cyathea convergens Lehnert
- Cyathea corallifera Sodiro
- Cyathea corcovadensis (Raddi) Domin
- Cyathea costaricensis (Mett. ex Kuhn) Domin
- Cyathea croftii Holttum
- Cyathea cruciata (Desv.) Lehnert
- Cyathea ctenitoides (Lellinger) Christenh.
- Cyathea cumingii Baker
- Cyathea cyatheoides (Desv.) K.U.Kramer
- Cyathea cyclodium (R.M.Tryon) Lellinger
- Cyathea cylindrica S.Maciel & Lehnert
- Cyathea cystolepis Sodiro
- Cyathea darienensis R.C.Moran
- Cyathea decomposita (H.Karst.) Domin
- Cyathea decorata (Maxon) R.M.Tryon
- Cyathea decurrens (Hook.) Copel.
- Cyathea decurrentiloba Domin
- Cyathea dejecta (Baker) Christenh.
- Cyathea delgadii Pohl ex Sternb.
- Cyathea demissa (C.V.Morton) A.R.Sm. ex Lellinger
- Cyathea diabolica Lehnert
- Cyathea dichromatolepis (Fée) Domin
- Cyathea dintelmannii Lehnert
- Cyathea dissimilis (C.V.Morton) Stolze
- Cyathea dissoluta Baker
- Cyathea divergens Kunze
- Cyathea dombeyi (Desv.) Lellinger
- Cyathea dudleyi R.M.Tryon
- Cyathea dyeri Sodiro
- Cyathea ebenina H.Karst.
- Cyathea eggersii Hieron.
- Cyathea elliottii Domin
- Cyathea epaleata (Holttum) Holttum
- Cyathea estelae (Riba) Proctor
- Cyathea estevesorum A.Tejedor & G.Calat.
- Cyathea ewanii Alston
- Cyathea falcata (Mett. ex Kuhn) Domin
- Cyathea feeana (C.Chr.) Domin
- Cyathea flava (R.M.Tryon) Christenh.
- Cyathea frigida (H.Karst.) Domin
- Cyathea fulva (M.Martens & Galeotti) Fée
- Cyathea gibbosa (Klotzsch) Domin
- Cyathea giraldoi A.Tejedor, G.Calat., Lehnert, W.D.Rodr. & M.Kessler
- Cyathea glandulifera Lehnert
- Cyathea glaziovii Domin
- Cyathea godmanii (Hook.) Domin
- Cyathea gracilis Griseb.
- Cyathea grandifolia Willd.
- Cyathea grantii Copel.
- Cyathea grata Domin
- Cyathea gratissima A.Tejedor & G.Calat.
- Cyathea grayumii A.Rojas
- Cyathea guentheriana Lehnert
- Cyathea harrisii Underw.
- Cyathea haughtii (Maxon) R.M.Tryon
- Cyathea hemiepiphytica R.C.Moran
- Cyathea herzogii Rosenst.
- Cyathea hierbabuena A.Tejedor & G.Calat.
- Cyathea hirsuta C.Presl
- Cyathea hirsutissima (Fée) Domin
- Cyathea hodgeana Proctor
- Cyathea holdridgeana Nisman & L.D.Gómez
- Cyathea horrida (L.) Sm.
- Cyathea howeana Domin
- Cyathea hymenophylloides (L.D.Gómez) Christenh.
- Cyathea iheringii (Rosenst.) Domin
- Cyathea impar R.M.Tryon
- Cyathea incognita (Lellinger) Christenh.
- Cyathea indefinita S.Maciel & J.Prado
- Cyathea jacobsii Holttum
- Cyathea jamaicensis Jenman
- Cyathea kalbreyeri (Baker) Domin
- Cyathea karsteniana (Klotzsch) Domin
- Cyathea kessleriana Lehnert, F.Giraldo & A.Tejedor
- Cyathea lasiosora (Mett. ex Kuhn) Domin
- Cyathea latevagans (Baker) Domin
- Cyathea lechleri Mett.
- Cyathea lehnertii A.Tejedor & G.Calat.
- Cyathea lellingeriana S.Maciel & J.Prado
- Cyathea leoniae M.E.Acuña & Huamán
- Cyathea leucofolis Domin
- Cyathea leucolepismata Alston
- Cyathea liesneri A.R.Sm.
- Cyathea lindeniana C.Presl
- Cyathea lindigii (Baker) Domin
- Cyathea longipetiolulata A.Rojas & A.Tejedor
- Cyathea macrocarpa (C.Presl) Domin
- Cyathea macrosora (Baker) Domin
- Cyathea margarita Lehnert
- Cyathea marginalis (Klotzsch) Domin
- Cyathea mexiae Copel.
- Cyathea microdonta (Desv.) Domin
- Cyathea microphylla Mett.
- Cyathea microphyllodes Domin
- Cyathea miersii (Hook.) Domin
- Cyathea minima S.Maciel & J.Prado
- Cyathea minuta J.Murillo & M.T.Murillo
- Cyathea monteagudoi A.Tejedor & G.Calat.
- Cyathea moranii Lehnert
- Cyathea mucilagina R.C.Moran
- Cyathea multiflora Sm.
- Cyathea multisegmenta R.M.Tryon
- Cyathea mutica (Christ) Domin
- Cyathea myriotricha (Baker) R.C.Moran & J.Prado
- Cyathea nanna (Barrington) Lellinger
- Cyathea neblinae A.R.Sm.
- Cyathea nephele Lehnert
- Cyathea nervosa (Maxon) Lehnert
- Cyathea nesiotica (Maxon) Domin
- Cyathea nigripes (C.Presl) Domin
- Cyathea nodulifera R.C.Moran
- Cyathea notabilis Domin
- Cyathea novoi A.Tejedor & G.Calat.
- Cyathea oblonga (Klotzsch) Domin
- Cyathea obnoxia Lehnert
- Cyathea obtusa (Kaulf.) Domin
- Cyathea oreopteroides Lehnert & A.Tejedor
- Cyathea oscarorum A.Tejedor & G.Calat.
- Cyathea pacis F.Giraldo, W.Rodríguez & A.Tejedor
- Cyathea palaciosii R.C.Moran
- Cyathea pallescens (Sodiro) Domin
- Cyathea parvifolia Sodiro
- Cyathea parvula (Jenman) Proctor
- Cyathea patens hort. ex Houlston & Moore
- Cyathea pauciflora (Kuhn) Lellinger
- Cyathea paucifolia (Baker) Domin
- Cyathea peladensis (Hieron.) Domin
- Cyathea pendula Jenman
- Cyathea petiolata (Hook.) R.M.Tryon
- Cyathea phalaenolepis (C.Chr.) Domin Domin
- Cyathea phalerata Mart.
- Cyathea phegopteroides (Hook.) Domin
- Cyathea phoenix A.Tejedor & G.Calat.
- Cyathea pholidota Lehnert, F.Giraldo & A.Tejedor
- Cyathea pibyae A.Tejedor & G.Calat.
- Cyathea pilosissima (Baker) Domin
- Cyathea pilozana M.T. & J.Murillo
- Cyathea pinnula (Christ) R.C.Moran
- Cyathea planadae Arens & A.R.Sm.
- Cyathea platylepis (Hook.) Domin
- Cyathea plicata Lehnert
- Cyathea poeppigii (Hook.) Domin
- Cyathea polliculi Lehnert
- Cyathea povedae A.Rojas
- Cyathea praeceps A.R.Sm.
- Cyathea praecincta (Kunze) Domin
- Cyathea praetermissa Lehnert
- Cyathea pseudoctenitoides S.Maciel & J.Prado
- Cyathea pseudonanna (L.D.Gómez) Lellinger
- Cyathea puberula Sodiro
- Cyathea punctata R.C.Moran & B.Øllg.
- Cyathea pungens (Willd.) Domin
- Cyathea recondita A.Tejedor & G.Calat.
- Cyathea rengifoi Lehnert, F.Giraldo & A.Tejedor
- Cyathea retanae A.Rojas
- Cyathea robertsiana (F.Muell.) Domin
- Cyathea rocioae A.Tejedor & G.Calat.
- Cyathea rodriguezii Lehnert & F.Giraldo
- Cyathea rojasiana Lehnert
- Cyathea roraimensis (Domin) Domin
- Cyathea rufa (Fée) Lellinger
- Cyathea rufescens (Mett. ex Kuhn) Domin
- Cyathea ruiziana Klotzsch
- Cyathea ruttenbergiae A.Tejedor & F.Areces
- Cyathea sagittifolia (Hook.) Domin
- Cyathea scabra Baker
- Cyathea schiedeana (C.Presl) Domin
- Cyathea schlimii (Kuhn) Domin
- Cyathea serpens (R.M.Tryon) Lehnert
- Cyathea setchellii Copel.
- Cyathea simplex R.M.Tryon
- Cyathea singularis (Stolze) Lehnert
- Cyathea sipapoensis (R.M.Tryon) Lellinger
- Cyathea sledgei Ranil, Pushpak. & Fraser-Jenk.
- Cyathea speciosa Humb. & Bonpl. ex Willd.
- Cyathea spectabilis (Kunze) Domin
- Cyathea squamata (Klotzsch) Domin
- Cyathea squamipes H.Karst
- Cyathea squamulosa (Losch) R.C.Moran
- Cyathea squarrosa (Rosenst.) Domin
- Cyathea srilankensis Ranil
- Cyathea steyermarkii R.M.Tryon
- Cyathea stokesii (E.D.Br.) N.Hallé & Florence
- Cyathea stolzeana (L.D.Gómez) Lehnert
- Cyathea stolzei A.R.Sm. ex Lellinger
- Cyathea straminea H.Karst.
- Cyathea strigillosa (Maxon) Domin
- Cyathea subincisa (Kunze) Domin
- Cyathea subindusiata Domin
- Cyathea subtropica Domin
- Cyathea sunduei Lehnert
- Cyathea suprapilosa Lehnert
- Cyathea suprastrigosa (Christ) Maxon
- Cyathea surinamensis (Miq.) Domin
- Cyathea sylvatica Lehnert
- Cyathea tatei S.Maciel, R.Y.Hirai & J.Prado
- Cyathea tejedoris Lehnert, F.Giraldo & W.Rodríguez
- Cyathea tenera (J.Sm.) Moore
- Cyathea tepuiana Christenh.
- Cyathea thelypteroides A.R.Sm.
- Cyathea thysanolepis (Barrington) A.R.Sm.
- Cyathea toroi Lehnert, F.Giraldo & A.Tejedor
- Cyathea tortuosa R.C.Moran
- Cyathea traillii (Baker) Domin
- Cyathea trichomanoides Christenh.
- Cyathea tryonorum (Riba) Lellinger
- Cyathea tuerckheimii Maxon
- Cyathea uleana (A.Samp.) Lehnert
- Cyathea universitatis (Vareschi) Christenh.
- Cyathea ursina (Maxon) Lellinger
- Cyathea valliciergoana A.Tejedor & G.Calat.
- Cyathea varians (R.C.Moran) Lehnert
- Cyathea vaupensis (P.G.Windisch) Lehnert
- Cyathea venezuelensis A.R.Sm. ex Lellinger
- Cyathea vilhelmii Domin
- Cyathea villosa Humb. & Bonpl. ex Willd.
- Cyathea weatherbyana (C.V.Morton) C.V.Morton
- Cyathea wendlandii (Mett. ex Kuhn) Domin
- Cyathea werffii R.C.Moran
- Cyathea whitmeei Baker
- Cyathea williamsii (Maxon) Domin
- Cyathea windischiana A.R.Sm.
- Cyathea xerica A.Tejedor & G.Calat.
- Cyathea yambrasensis A.Tejedor & G.Calat.
- Cyathea zongoensis Lehnert

#### Espécies extintas
- † Cyathea cranhamii

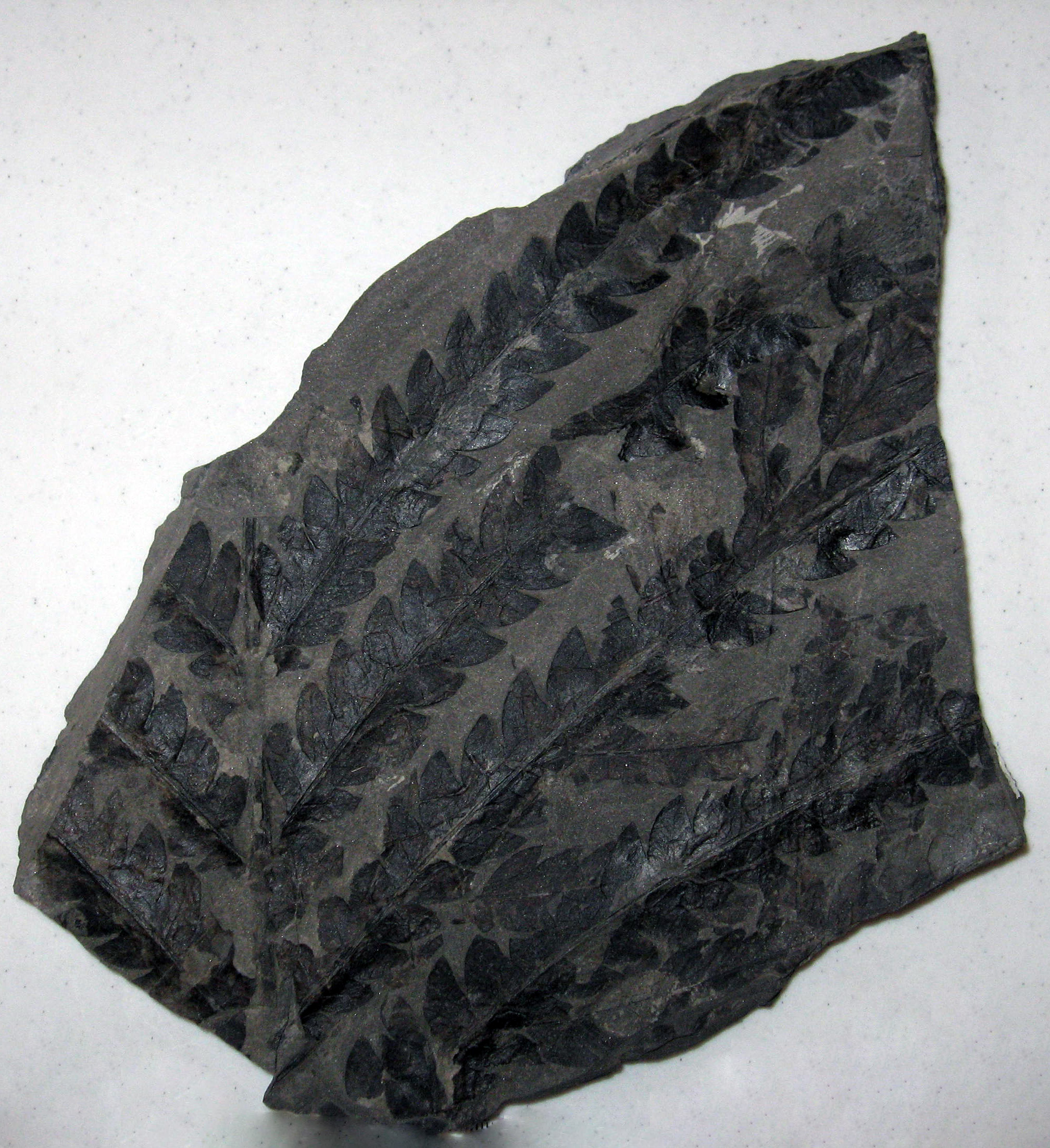
Eoceno Cyathea inequilateralis Formação Chuckanut, Washington

- † Cyathea inequilateralis - Eoceno, costa oeste da América do Norte

## Referências

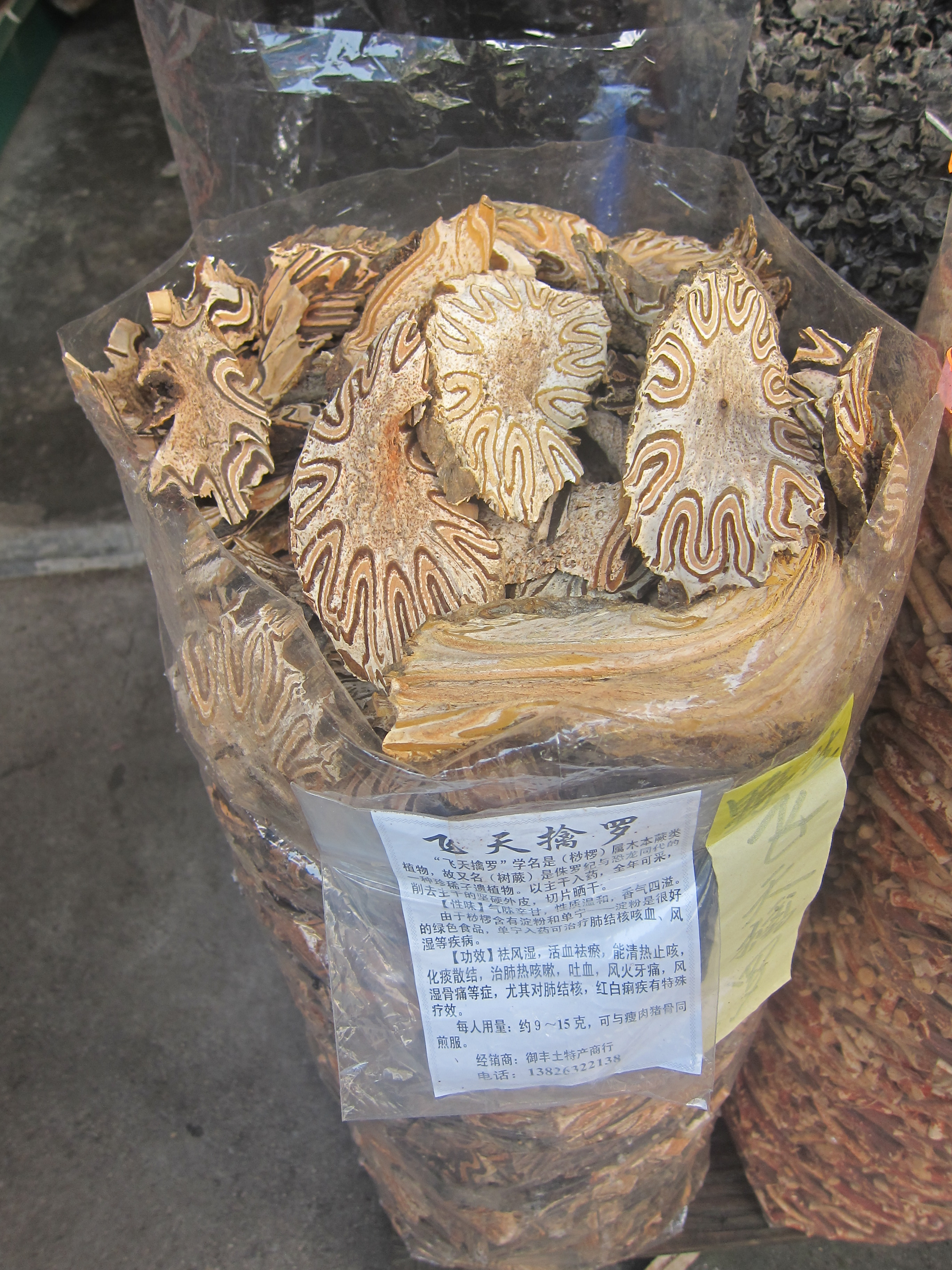
Cyathea podophylla seca.